# If We Can't Trust the Doctors...
 (mars 2023).
Si vous disposez d'ouvrages ou d'articles de référence ou si vous connaissez des sites web de qualité traitant du thème abordé ici, merci de compléter l'article en donnant les références utiles à sa vérifiabilité et en les liant à la section « Notes et références ».
Albums de Blanche
Little Amber Bottles
(2007)
If We Can't Trust the Doctors... est le premier album du groupe de folk-country-rock américain Blanche sorti le 23 mars 2004 sur le label V2 Ada.
Une des caractéristiques de cet album réside dans des textes de chansons non dénués d'humour et d'auto-dérision chantés sur une musique rythmée et relativement riche, où dominent les sonorités de la guitare slide et du banjo.

## Liste des titres de l'album
1. (Preamble)
2. Who's to Say
3. Do You Trust Me ?
4. Superstition
5. Bluebird
6. So Long Cruel World
7. Another Lost Summer
8. Jack on Fire
9. Garbage Picker
10. The Hopless Waltz
11. Wayfaring Stranger
12. Someday

## Musiciens
- Dan John Miller : guitares, chant, violon
- Tracee Mae Miller : basse, chant
- Lisa Jaybird Jannon : batterie
- Feeny : pédale steel, piano, mélodica, chœur
- Patch Boyle : banjo, harpe